# Флавије Баутон
Флавије Баутон (лат: Flavius Bauto, умро после 385. године) је био римски војсковођа франачког порекла. Најпознатији је као отац царице Елије Еудоксије, супруге источноримског (византијског) цара Аркадија и мајке Теодосија II. 
Баутон је већ око 380. био врховни заповедник пешадије (magister peditum) цара Грацијана, владара западне половине Римског царства. У то време цар га је послао на Балкан са војском која је требало да помогне источном цару Теодосију I у борби са Готима (види Готски рат 377-382). Пошто је Грацијана убио узурпатор Магнус Максим 383. године Теодосије је Баутона послао у Италију да заштити малог Валентинијана II. Франак је успео да заузме алпске превоје и спречи продор Магнуса Максима на Апенинско полуострво. Након тога Баутон се старао о младом цару сарађујући са утицајним миланским архиепископом Амброзијем. Врхунац Баутонове каријере био је конзулат 385. године. Након тога више му нема помена у изворима, па се сматра да је умро у периоду између 385. и 388. године.